# Homoneura cerina
Homoneura cerina är en tvåvingeart som beskrevs av Shatalkin 2000. Homoneura cerina ingår i släktet Homoneura och familjen lövflugor. Inga underarter finns listade i Catalogue of Life.